# Monor
A románul és 1912-ig magyarul is azonos nevű erdélyi települést lásd itt: Monorfalva.
Monor város Pest vármegyében, a Monori járásban. 2006-ig, önállóvá válásáig Monorierdő község is hozzá tartozott.

## Fekvése
Monor Budapesttől 25, Magyarország mértani középpontjától, Pusztavacstól kb. 20 kilométerre található. A város déli szélén húzódik a 4-es számú (E60) országos főút, a lakott területétől északra pedig az M4-es autóút vezet. A település főutcája a 3112-es út, amely a 4-es főúttól egészen Tápiószeléig vezet, másik fontos útja a 3111-es út, amely Ecsertől húzódik idáig. Déli szomszédai közül Vasaddal a 4605-ös, Csévharaszttal a 46 102-es számú mellékút köti össze. A települést átszeli a Budapest–Záhony-vasútvonal, amelynek egy megállási pontja van itt, Monor vasútállomás.
A város a Duna–Tisza közi homokhátságon, a Pilis–Alpári-homokhát és a Monor-Irsai dombság találkozásánál helyezkedik el, legmagasabb pontja, az Alföldbe simuló Strázsa-hegy (190 m), mely a hagyomány szerint arról kapta a nevét, hogy a török korban innen kémlelték a környéket, őrizve a falut a portyázó török katonáktól.
Monor környéke felszíni vízfolyásokban nagyon szegény, a Monori-víz és a Gyáli-patak a Dunába viszi a vizeket. Mindkét vízfolyást erősen szabályozták, azóta Gyáli- (1.), ill. Monori- (24.) csatorna a nevük. Monor környékén egykor több tó és mocsár volt. A város őslakói a Kenderesalján és a Paplaposon telepedtek meg, s a Kenderesi- és a Bogárzó-tó biztosította az ivóvizet számukra. A tavak halállománya élelmet, a mocsarak növényvilága, a tavak iszapja nyersanyagot nyújtott az építkezésekhez és a használati eszközök készítéséhez. A Bogárzó-tó még a XX. század 70-es éveiben is megvolt, ma már a nyomát is alig találni, s az egykor menedéket nyújtó nádasok, csíkhalat adó zsombékosok csak emlékek. Az egykor kenderáztatásra szolgáló Kenderesi-tó a feltöltések és beépítések után megszűnt, és a 70-es években még nagy területet borító nádasok is visszaszorultak. Az egykori lefolyástalan állóvizek közül a település belterületén egyedül a ma még hasznosításra váró Kis-tó maradt meg.
Monor környékén nagy területeket takar a lösz. Ebbe a kőzetbe mélyítették a pincéket, ezt használták a rakott fal és vályog készítéséhez, ebből égették a téglát és ezen képződtek a környéken foltokban előforduló csernozjom talajok. A jégkori löszökből számos mamutlelet (Elephas primigenius) is előkerült a XX. század elején.
Az utolsó jeges időszakban rakódott le a homok. Ezt a szél átmozgatta, tovább szállította, s jellegzetes futóhomok-formákat alakított ki. Ilyenek Monoron és környékén is több helyen megfigyelhetők (Péteri-Őrhegy, Péteri-csárda, Tete-puszta).
Az éghajlat az országos átlagnak megfelelő: az évi középhőmérséklet 10,2 °C; egy év alatt kb. 550 mm csapadék hull; a napfénytartam átlagosan 2000 óra; az ÉNy-i szél az uralkodó. Már okleveles források is utalnak az itteni gyakori ködökre. A régi paraszti megfigyelések alapján a mezőgazdasági munkákat Szent György napján (április 24.) kezdték és október 31-éig be kellett fejezni, hiszen a fagymentes időszak általában április 15-étől október 20-áig tart.
A térség természetes növénytakarója csak helyenként maradt meg. A közeli Csévharaszt és Nyáregyháza között terül el az ország egyik legszebb homoki erdőssztyep-vidéke. Monor megmaradt lápi társulása, a Forrás-vidék természetvédelem alatt áll. Az üde rétből vízigényes fűzfélék ligetes csoportjai emelkednek ki, a völgy legmélyebb részén pedig nádas található. A Forrás vízmennyisége valaha a nagyobb esőzések, záporok, zivatarok vagy a tavaszi hirtelen hóolvadások idején megnövekedett, így közvetlen környéke lefolyástalan mocsárterületté vált. Nyílt vizű tó azonban soha nem alakult ki. Az utóbbi évtizedekben a szárazság a forrás kiapadásához vezetett. A nagy vízigényű mocsári és lápi fajok, a gyékény-, nád- és sás uralmát a kevésbé vízigényes fűzfélék vették át. Az eredeti állatvilág is a Forrás környékén maradt fenn a legnagyobb számban. A hüllőket a fürge- és a zöld gyík képviseli, s kiváló élőhely egyes békafajok számára is. Élelemre és fészkelő helyre talál itt a fácán, a sárgarigó, a fülemüle és az erdei pinty, az emlősök közül pedig a mezei nyúl és – a szántóföldekkel határos részeken – az őz a leggyakoribb.
Monor környékének jellemző fafaja volt a szil. A Monor és Péteri közötti egykori szilfás terület Zylberek (Szilberek) néven szerepelt. Azóta a területen telepített nyárasok és szántóföldek vannak. A szilfák emlékét a Szilháti dűlő neve őrzi. A vízrendezések előtt gyakori volt településünkön a fűzfa is, amelynek vesszejét sövényházak, kerítések, méhkasok, ill. az ún. sövénykutak készítéséhez használták fel. E fafaj egykori jelentőségét mutatja a Bocskai utca első elnevezése, a Füzes utca is.
A mezőgazdasági művelés rét- és legelőgazdálkodást, a kedvező területeken szántóföldi gazdálkodást, illetve szőlő- és gyümölcstermesztést jelent.

## Története
Monor és környéke az utolsó eljegesedést követően népesült be. Az emberi kultúra legrégibb nyomai (a városi helytörténeti kiállításon látható csiszolt kőbalták) az újkőkorból származnak. Monor „őslakói” a Kenderesalján és a Paplapos körzetében telepedtek meg. 1911-ben és 1928-ban a Forrás felé vezető út mentén mamut- és ősszarvascsontok kerültek elő, egy részük a Nemzeti Múzeumba került.
2001-ben, az új szennyvíztisztító építésekor rézkori (i. e. 3200–2000) telep és kultikus temető nyomait ásták ki. A rézkor késői szakaszában telepedett meg Monor környékén a Baden-péceli kultúra népessége, amelynek emlékeit a közeli Felsőfarkasdi-tó partján találták meg. A bronzkor középső szakaszában (i. e. 1700–1300) vándorolt a város területére a Vatya-kultúra népe, amelynek cserépedényeit a Pozsonyi úti lakótelep helyén tárták fel. A késői bronzkorból ismét a Paplaposról került elő egy tokos bronzbalta. A i. sz. első évszázadokban rövid ideig az iráni eredetű szarmaták (282 után) telepedtek le a környéken. Településük és temetőjük maradványai szintén az új szennyvíztisztító építésekor kerültek elő. A szarmaták életében a nomád állattenyésztés mellett fontos szerepe volt a földművelésnek is. Intenzív kereskedelmet folytattak az innen csupán negyven kilométerre lévő Pannonia provincia lakóival.
A honfoglaló magyarok földműveléssel és állattartással foglalkozó közösségei – a korábbi korszakok népeihez hasonlóan – valószínűleg ezen a kedvező adottságokkal bíró vidéken is megtelepedtek. Leletanyagukból egy Monor határában, 1943-ban talált honfoglalás kori kengyelen kívül mást nem ismerünk. Hasonló a helyzet az államalapítás és Árpád-házi királyaink (1000–1301) idejére vonatkozóan is. Jelenleg a város bel- és külterületén 12 régészeti lelőhely ismeretes.
A középkori Monor nagy valószínűséggel a mai város központjában, a könyvtár környékén lehetett. E vidék Árpád-kori települései a tatárjárás idején elpusztultak, és ezt követően csak egy részükön alakult ki új falu. A késői Árpád-korban – Pest vármegye más vidékein szerzett régészeti tapasztalatok alapján – Monor és Monorierdő területén 3-5 település állhatott, falvanként 50-200 lakossal. Monor ősén kívül Monorierdő területén megtalálták Újfalu (Wyfalu, Vyfalu, Nova) maradványait is.
Monor elnevezésének eredete még ma sem tisztázott, de a település neve a ma leginkább elfogadott elmélet szerint a török eredetű, „köd” jelentésű személynévből származik. A további kutatáshoz a romániai Monor(falva) párhuzama ad lehetőséget.
Monor (Monar) nevének első hiteles írásbeli említésével egy 1398. március 25-én kelt oklevélben találkozunk, amelyből megismerhetjük Monor akkori hűbérurát, Maróti János székely ispánt. Az oklevél tartalma szerint „A bácsi káptalan Zsigmond király február 20-án kelt parancsára Maroth-i János székely ispánt beiktatja Atyai Zaar László fia Miklós fia János többek között Sambok-i Monar-i Pest megyei, és Perbar-i Pilis megyei, és egyéb Valkó megyei birtokaiba.” A Maróthyak Békés vármegyei birtokai közé ékelődött az egri káptalan birtoka. Ezeket cserélték el az egri káptalannal 1446-ban. Ezt követően a Maróthy család nem szerepel a birtokosok között, a falu új földesura az egri káptalan lett.
A település a török időkig lassan fejlődött. A több mint 150 éves török uralom Monort és környékét is sanyargatta, hiszen a Duna-Tisza-köze a hódoltság területére, a török haderő felvonulási útvonalába esett. A török adóösszeírások és a magyar vármegyék összeírásai alapján képet kaphatunk a hódoltság idején kialakult viszonyokról. Ezekből tudjuk, hogy: „Molnár [Monor] falu a Pesti náhijéhez tartozik. A földesúri jövedelmek teljes összege 1546-ban 2690 akcse, 1559-ben 3382, 1562-ben 7150, míg 1580-ban és 1590-ben 9500 akcse…” Közben a birtokosok változtak (a leghíresebb 1546-ban Mehmed budai beglerbég), az adók pedig már akkor is csak növekedtek. A település lakói volt földesuruknak, az egri káptalannak illetve az egri várnak is adóztak és robotoltak. Az itt élő népesség helyzetét tehát a hadi veszélyek mellett a kettős adózás is nehezítette.
A reformáció korán hívekre talált itt. 1546-tól már protestáns prédikátor hirdette tanait a szomszédos Újfaluban, és 1567-ben a református iskolai tanítás is megkezdődött Monoron. A Duna-melléki Református Egyház évkönyveiből ismerjük a 17. századi prédikátorok neveit, akik egyben iskolamesterek is voltak. Közülük említést érdemel az 1670-től a református gyülekezet élén álló Jabloncai Mihály, akit egy protestánsok elleni perben 1674-ben a pozsonyi rendkívüli törvényszék elé idéztek, és börtönéből soha nem tért vissza. Az ellenreformáció mégsem törte meg a lakosok hitét, a többség Kálvin követője maradt.
A török hódoltság időszakában Monor többször elpusztult illetve elnéptelenedett. Az 1661-es bécsi hadjárat után lett ismét „Desertium ad loca remotiora” – azaz lakatlan puszta, s tíz évig nem is szerepelt az adójegyzékekben. A felszabadító háború idején a falu lakói ismét elmenekültek.
A török kiűzése után a feldúlt falvakba visszaszivárogtak az elbujdosott lakosok, és új telepesek érkeztek az ország más részeiből is. 1696-ban már újra lakott helyként említették Monort. A családfők száma 1696-ban 7 fő, 1701-ben már 117 fő volt. Az 1690. évi összeírásban a szomszédos Újfalu is az elhagyott helyek között szerepelt. Később sem települt újra, területét Monor határába olvasztották be, nevét az Újfalusi-dűlő helynév őrzi. Egykori templomának maradványai még a 19. században is álltak, 1964-ben ezen a területen 15-17. századi edénytöredékek, használati tárgyak és vaseszközök kerültek a felszínre.
A hazatelepült református lakosság Sinka János főbíró (1696-1700) vezetésével megkezdte egyháza és iskolája helyreállítási munkálatait. A templomot 1702-ben építették újjá.
Annak ellenére, hogy a lakosság sokat szenvedett a hadaktól, az állatállomány és a vetésterület is növekedett. „Igen útban lakunk … az alá s fel járó németek” miatt, írta a vármegyének Dékány Mihály monori bíró 1701-ben. A Rákóczi-szabadságharc (1703-1711) idején Monorról összesen 22 fő harcolt a fejedelem hadaiban. Egy 1704 májusában készített feljegyzés alapján név szerinti kimutatás is ismert róluk.
1717-ben, a harcok és a járványok ellenére már újra 52 fő élt Monoron, 1720-ban pedig 138 adóköteles házat tartottak nyilván. A családfők száma 1715-1760 között megötszöröződött, földesúri adójuk 1747-ig 2000 forintra növekedett.
Monor földesura, az egri káptalan új katolikus egyházközség alapításába kezdett. 1753-ban katolikus német telepesek érkeztek Monorra, akik 1757-ben kis templomot, majd 1764 körül téglaégetőt létesítettek, hogy téglából és kövekből készülhessenek az egyházi és földesúri épületek A 19. század elején – 1802–06 között – az egri káptalan költségén építették a jelenleg is álló Nagyboldogasszony-templomot.
A 18. században telepedtek meg a Monor környéki falvakban, Péterin, Pilisen, Bényén és Albertin evangélikus vallású szlovákok. A környékről Monorra települő kis számú evangélikus lakos hosszú ideig Péteri község gyülekezetéhez tartozott. 1912-ben a péteri egyház fiókegyházaként önállósodtak. Templomukat Sándy Gyula műegyetemi tanár tervei alapján 1939-ben építették fel.
A 18. századi Monor gazdasági életének legjelentősebb ága a mezőgazdaság (gabona- és takarmánytermesztés, bortermelés, legeltető állattenyésztés) volt.
A 18. század második felében Mária Terézia 1767-es úrbéri rendelete alapján Monoron is rendezték a tulajdoni viszonyokat és a földesúri kötelezettségeket. Monor urbáriuma 1770-ben készült.
A középkori településeken az volt a szokás, hogy a halottakat a templom közelében temették el. Ez hosszabb távon, főleg nagyobb települések esetében közegészségügyi szempontból nem volt ideális, ezért Monoron például már 1779-ben új, katolikus és református temetőt létesítettek a lakott területen kívül, a Temető-hegyen; ezeket később szükség szerint folyamatosan bővítették is.
1813-ban, Csintalan Ignác tiszttartósága alatt nagyszabású falurendezés indult meg. „… az összevissza régi rendetlen allasaikban helyheztetett Házak a tulajdonosok által tett elbontása, ’s azoknak az újonnan formált 21 Útzákba rendbelett építetése…” 1820-ig tartott. Az ekkor kialakított településszerkezet a mai napig meghatározza a városközpont képét.
1847-ben adták át – az országban másodikként – a Budapest–Záhony-vasútvonalat, szeptember 1-jén haladt át az első három vonat Monoron.
Az 1848-1849-es szabadságharcban a város is részt vállalt, mintegy száz helybeli vett részt a harcokban. A monori kerület választott képviselője a népképviseleti országgyűlésen Patay József gombai földbirtokos lett, aki – Kossuth Lajos oldalán – utóbb tagja lett az országot irányító Honvédelmi Bizottmánynak is. A szabadságharc alatt Monor több alkalommal került az átvonuló magyar vagy az ellenséges osztrák csapat útjába. A tavaszi hadjárat idején a helyi nemzetőrök felszedték a vasúti síneket, hogy ezzel is megakadályozzák a Tisza felé tartó ellenség előnyomulását. A szabadságharc katonái közül eddig 96 nevét ismerjük, köztük azokét a tisztekét is, akik a világosi fegyverletétel után telepedtek le Monoron. A református temetőben tíz szabadságharcos nyugszik.
1848 emléke sokáig élénken élt Monoron. Így még az is megesett, hogy egy 1889-es hadgyakorlat idején az ott elszállásolt tábornok házáról sárba rántották a császári fekete-sárga zászlót. A néhány nap múlva oda érkező Ferenc József osztrák császár és magyar király tiszteletére emelt fa dísztribün pedig, a rá tódult érdeklődők alatt leszakadt, éppen akkor, amikor az ifjú uralkodó a jelentéseket fogadta. Ekkor sietve távozott a községből. A zászló-afférból botrány lett, a monori események az Országgyűlésben is komoly vitákat gerjesztettek. Sokan ezzel magyarázzák, hogy hosszú időre megállt a település fejlődése.
Monor fejlődésében jelentős tényező volt, hogy 1848-tól évi 4 vásárt és hetenként két piacot tarthatott és ez napjainkig fennmaradt, bár a vásárok jelentősége egyre csökken.
A 19. században Monoron is megkezdődött a modernizálódás, különösen a század végén fejlődött igen gyorsan, ezzel párhuzamosan népessége a háromszorosára növekedett.
A mezőgazdaságban a legfontosabb művelési ág a szántóföldi növénytermesztés lett. Egyre több legelőt vontak szántóföldi művelés alá, miközben a gazdák kiszorultak a hagyományosan bérelt legelőikről, mert nem tudták megfizetni az egri káptalan, Kecskemét és Nagykőrös városa által árverésen értékesített legelők bérleti díját. Ez profilváltást eredményezett: a legeltető juh-, marha- és lótenyésztést – a máig fontos – sertés- és baromfitenyésztés váltotta fel. A fő foglalkozás a földművelés, elsősorban a rozs és a zab termesztése lett. A művelési ágak közül a legnagyobb növekedést a kert és gyümölcsös, valamint a szőlő mutatta. Ebben az időszakban kezdődött el a mezőgazdasági termelés alól kivont területek növekedése is. Az 1870-es években országosan fertőző filoxéra a monori szőlőkben is jelentős károkat okozott. A szőlőterületek nagy részét újra kellett telepíteni.
A 19. században már viszonylag fejlett kézműipar jellemezte a települést. A kiegyezés és az első világháború között jöttek létre Monor üzemei: Horn Mór és Vantulek Ferenc gőzmalma; a Magyar Magtenyésztő Részvénytársaság, a későbbi „Maggyár” (1908); a Kefegyár; valamint az Appelshoffer testvérek által alapított téglagyár. 1885-ben alakult meg a Monori Általános Ipartestület 339 taggal, 39 szakma képviselőivel.
Monor népessége 1900-ban elérte a 8808 főt. Budapest kiegyezés utáni gyors fejlődése igényelte a nagyszámú munkaerőt, a vasút megépítése pedig lehetővé tette a fővárosba történő naponkénti bejárást, az ingázást. Ezért 1905 után a vasúton túli, újonnan kiparcellázott területekre jelentős számú fővárosi költözött ki. A mai Erzsébet királyné utcában 1907. június 30-án telepedett le az első lakó. Ekkortól alakult ki – a vasút, az Ady út és az országút között – Monor új településrésze, az Újtelep.
1830 után kezdtek megtelepedni zsidó családok, akiknek száma 1870-ben 221, 1890-ben 406, 1930-ban 445 fő volt. 1862-ben Monoron is megalakult a zsidó hitközség és a következő évben zsinagógát építettek a Vásártér (mai nevén Dózsa György) utcában. 1899-ben a szűknek bizonyult zsinagógát romantikus-mór stílusban átépítették és kibővítették. A második világháború után a megsérült zsinagógát lebontották. A monori zsidóságnak a 19. század végén és a 20. század első felében fontos szerepe volt a város gazdasági, egészségügyi, igazságszolgáltatási, és kulturális életében.
Monor az egykorú iratokon az 1870-es évektől városként és járási székhelyként szerepelt, ahol a főszolgabíróságon kívül járásbíróság, adóhivatal, közjegyzőség, pénzügyőrség, posta, távírda és csendőrség működött. Mégis külső képében – még a 19. század végén is – inkább falunak tűnt, mint városnak. A város első, egyemeletes középülete a Monorkerületi Takarékpénztáré volt, amelyet 1872-ben alapítottak, ma a rendőrség épületrésze. A 20. század elején készültek el azok az épületek (az Őr utcai elemi iskola (1905), a polgári iskola (1907), a Járásbíróság (1908), a Kossuth Lajos Általános Iskola (1909), a Vigadó (1909), az adóhivatal és a tűzoltószertár (1912), amelyek napjainkig a városkép meghatározói.
A századforduló táján egymás után alakultak a városban a hitel- és pénzintézetek (1872-ben a Monorkerületi Takarékpénztár Rt; 1882-ben a Monori Hitelszövetkezet; 1892-ben a Monori Hitelbank Rt.).
A társadalmi élet megélénkülését jelezte, hogy a kiegyezés és az első világháború közötti békés időszakban 23 egyesület és társadalmi kör alakult, köztük 1854-ben – még a kiegyezés előtt, elsőként – az Olvasókör, 1867-ben a Monor Mezővárosi Honvédegylet, 1889-ben az Egyesült Kaszinó és Kör, 1890-ben a Gazdakör, 1898-ban a Monori Önkéntes Tűzoltó Egylet, 1901. március 11-én – a város legöregebb, ma is működő egyesülete – a Monori Sport Club, 1908-ban az Ébredj Munkásképző és Dalkör, 1913-ban a Római Katolikus Legényegylet, stb.
1901. június 9-én, vasárnap avatták fel – az országban huszonnegyedikként – Kossuth Lajos mellszobrát, Gerendai Béla alkotását. Az ünnepségen a községben élő Pósa Lajos Kossuth szobránál című költeményét olvasta fel, s beszédet mondott Kossuth Ferenc, az elhunyt politikus fia is.
A helyi gazdálkodók számos erőfeszítést tettek azért, hogy a gazdálkodásukhoz szükséges földterületekhez jussanak. Ennek eredményeként 1909-ben megegyeztek Monor legnagyobb földbirtokosával, az egri káptalannal, amelynek földjeit felparcellázták. Ez sem hozott komoly eredményt, mivel a helyi gazdák egy része nem rendelkezett elegendő pénzzel a vásárláshoz, így a környező falvak tehetős gazdái is itt jutottak földterülethez.
Monoron 1912-ben kezdődött meg a villanyvilágítási hálózat kiépítése. A kivitelezést a ceglédi Siemens-Schukert villamos erőtelep végezte. Az utcákon a közvilágítást 96 lámpatest biztosította. A munkálatok befejezése után, 1913-ban indult meg az áramszolgáltatás.
Az első világháború négy éve alatt a lakosság nagy nyomorban tengette életét. Monorról több százan vonultak be a hadseregbe, és a háborúnak 252 ismert monori katonai áldozata lett. Emlékükre 1923-ban közadakozásból emlékművet állítottak, amely a Kálvin téren látható.

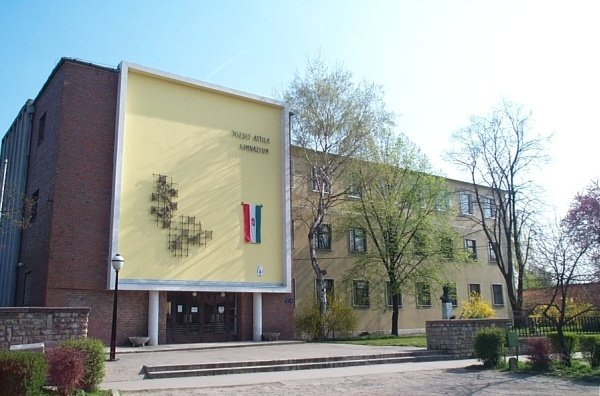
A József Attila Gimnázium és Szakgimnázium

1917 novemberétől 1918 februárjáig József Attila Monoron élt nevelőszülőknél: „Anyám már betegeskedett, méhdaganata támadt, s ekkor én magam jelentkeztem a Gyermekvédő Ligánál –, így rövid időre Monorra kerültem.” – írta később erről a „Curriculum vitae” című önéletrajzában. József Attilát a fronton harcoló Frauendorfer Ferenc asztalos családja fogadta be. Rövid itt-tartózkodásának emlékét a települése ma az Alkotmány u. 2. sz. ház falán levő emléktábla, a helyi József Attila Gimnázium neve és a költő mellszobra őrzi.
1918-ban az „őszirózsás forradalom” fővárosi eseményei hatására Monoron is forradalmi hangulat hozta lázba az embereket, akik a vezető jegyző lakását feldúlták, ablakait betörték. A község vezetését leváltották, és Pattermann Dezső szociáldemokrata vezetőt választották meg községi bírónak, aki az 1919-es járási direktóriumban is vezető szerepet vállalt. 1919. május 3-án, a tanácsköztársaság idején, „ellenforradalmi mozgolódás miatt” a fővárosból kihívott vörös különítmény egy embert agyonlőtt, augusztus 2-án pedig egy Pest felé visszavonuló vörös páncélvonatra a várost megszálló román katonák rálőttek. A páncélvonat viszonozta tüzet, és egy román katonát megöltek. Megtorlásul a románok elfogtak 53 személyt, főként civileket. A Mardarescu román parancsnok vezette statáriális bíróság halálra ítélte a foglyokat, majd az agyagbányába hajtották, és ott kivégezték őket. A nem azonosított áldozatok közös síremléke ma a katolikus temetőben van.
A két világháború között a lakosságszám enyhén (1920 és 1941 között 692 fővel) emelkedett. A gazdasági szerkezet lényegében megmerevedett. Az ipari üzemek ugyanazok voltak, esetleg tulajdonosváltás és névváltoztatás történt. Több száz főt tett ki azonban a kisiparban és kereskedelemben dolgozók száma. Az 1929-ben kitört gazdasági válság következtében sok család tönkrement. A helyi iparosság a monori lakosságot, valamint – vásározva – a környéket is ellátta termékeivel. Az 1920-as évek végén Monoron 41 szakmában több mint 300 iparos dolgozott. A legnagyobb létszámú mesterségek a cipész (36), a csizmadia (32) és a hentes (26) voltak, de dolgozott itt kékfestő, mézeskalácsos és szitás is. 1930-ban már az új szakmák (autogén hegesztő, fényképész, szikvízgyártó, villanyszerelő) is megjelentek. A mezőgazdaságban tovább csökkent a legeltető állattenyésztés, növekedett viszont a kertgazdálkodás, ill. a gyümölcs- és szőlőtermesztés részesedése.
Ebben az időszakban gazdag egyesületi és kulturális élet folyt Monoron. Az 1920-as-1930-as években nagyon népszerűek voltak a helyi egyesületek és körök önfenntartó és jótékony célú színielőadásai. Ennek egyik rangos eseménye volt az 1929-ben megtartott Nem élhetek muzsikaszó nélkül című előadás, amelyről a jelenlévő Móricz Zsigmond is elismerően szólt és írt.
Az 1930-as években ezen a településen is felerősödött a nacionalizmus és a trianoni békediktátum miatt elvesztett területek miatti elkeseredés. Mozgalom indult egy trianoni emlékmű felállítására. A vasútállomás előtti úgynevezett Gera-kertben 1935-ben készült el az emlékmű, amelyet id. Kampfl József helyi kőfaragó kisiparos készített.
Monornak az 1930. évi népszámláláskor 15 770 lakosa volt.
A második világháború katonai és polgári áldozatainak száma a településen mintegy 600-650 fő volt. Az áldozatok emlékére 1993. november 13-án avattak a város központjában emlékművet. 1944 nyarán számos monori zsidó család került a Pesti (ma Ady Endre) és a Gőzmalom (ma Bajcsy-Zsilinszky Endre) utcai kijelölt házakba. Több ezer közelebbi és távolabbi környékbeli zsidót pedig az agyagbányába tereltek, majd onnan hurcoltak munkatáborokba, a legtöbbjüket Auschwitz-Birkenauba. 1944. július 8-10. között 7500 embert vagoníroztak be Monoron, és mintegy 280 monori zsidó soha nem tért vissza. 1944. november 12-én űzte ki német és magyar katonákat a Vörös Hadsereg Monorról. Az 1941. évi népszámlálás szerint Monoron már csak 344 izraelita vallású élt: ez a lakosság 2,6%-át jelentette. A monori zsidók egy része az 1940-től kezdődő munkaszolgálat, nagyobbik része pedig a deportálás áldozata lett: a túlélők száma ismeretlen. 1944-ben Monor ún. bevagonírozási központ volt: a Pest megyei alispán rendelete szerint a zsidókat 1944. május 22. és 30. között kellett összegyűjteni, „koncentrálni”. A monori téglagyárból mintegy 7500 környékbeli zsidót vagoníroztak be, majd július 6. és 8. között nyolc vasúti szerelvénnyel deportálták őket. A többször átvonuló katonai erők és harci cselekmények sok polgári áldozatot követeltek. A visszavonuló német csapatok a vasútállomás forgalmi irodáját és a vágányokat felrobbantották. A német megszállást a szovjet katonai jelenlét és erőszak követte. Budapest ostroma miatt sokáig szovjet katonai kórház és ellátó részleg működött itt.
1945. január 25-én 135 német nevű monori polgárt hurcoltak el „málenkij robotra” a Szovjetunióba, ahonnan nyolc hónap múlva betegség miatt kb. ötvenen jöhettek vissza, a többiek azonban csak 1947-ben térhettek haza.
Az 1945-ös földosztással létrehozott kisbirtokok tulajdonosait 1950-től szövetkezetekbe kényszerítették, majd azokat később egyesítették. Az 1950-es évektől kezdve Monor volt a központja a megye egyik legnagyobb állami gazdaságának, amely jelentős gabona- ill. cukorrépa-termesztést, sertés- és szarvasmarha-tenyésztést folytatott. A lakosság többsége továbbra is Budapesten dolgozott, de Monoron számottevő ipari tevékenység folyt. A szocialista nagyipart Monoron a Kefegyár, a Finommechanikai Vállalat, a Filmtechnikai Vállalat, a Vasipari Szövetkezet, az Építőipari Szövetkezet, a Vetőmag Termeltető és Értékesítő Vállalat és a Mezőgép képviselte. Ezek a cégek a rendszerváltás után megszűntek vagy átalakultak.
Az 1956-os forradalmi események Monoron is éreztették hatásukat, többen a fővárosi megmozdulásokban és fegyveres harcokban vettek részt, de helyben is voltak események. Ennek egyik példája volt az evangélikus templom előtt 1945 után felállított szovjet emlékmű lerombolása, amiért többen börtönbe kerültek. A fővárosi utcai harcok során egy orvlövész golyójától veszítette életét Magócsi István fiatal teológus hallgató. A forradalom leverése után több monori töltött hosszú éveket börtönben, közülük Kóté Sörös Józsefet, Kovács Imrét és Tóth Józsefet ki is végezték. A református templom oldalán 2001. november 23-án avatták fel Czibor Éva szobrász 1956-os emlékművét az áldozatok és meghurcoltak emlékére.
A szocializmus évtizedeiben a község lassan, de folyamatosan gyarapodott. Lakosságszáma az 1949. évi 13 606-ról 1990-ig 18 483 főre nőtt. 1968-ban adták át az autóbusz-állomást. 1970-ben elnyerte a nagyközségi rangot, majd az elmúlt rendszer utolsó évében, 1989. március 1-jén várossá avatták. Az 1960-as években kezdődött meg a városközpont átalakulása, 3-4 emeletes tömbházakat építettek a Kossuth Lajos, a Kiss Ernő, a Deák Ferenc utcában és a Pozsonyi lakótelepen.
Monor lélekszáma 1999-ben már meghaladta a 20 ezer főt (21 059). A legutóbbi években a halálozás mértéke meghaladja a születésekét, viszont a kedvező helyen fekvő városba jelentős a bevándorlás, ami a lakosság számának szerény emelkedését eredményezte.
2001 végétől fedett piaccsarnok elégítik ki a helyiek és a környező községek lakosságának igényeit; a 4-es főút mentén pedig autószalonok, benzinkutak, különböző lerakatok, éttermek és fogadók találhatók.
1990 után Monor komoly eredményeket ért el az infrastruktúra fejlesztésében. A Monor Telefon Társaság 1994-től a városban és a környékén élő több mint 200 ezer embert szolgálja korszerű telefon-, kábeltévé- és internethálózattal. 1984-ben kezdődött meg a városban a földgázhálózat kiépítése. Mára a településen szinte minden lakást bekötöttek a vezetékes víz- és csatorna-, valamint a gázhálózatba. A nagy építkezésekkel járó beruházások befejezése után a szilárd burkolatú utak aránya elérte a hatvanöt százalékot.
Monoron öt általános iskola, két középiskola működik. A településen három alapfokú zeneiskola működik, ebből kettő magániskola.

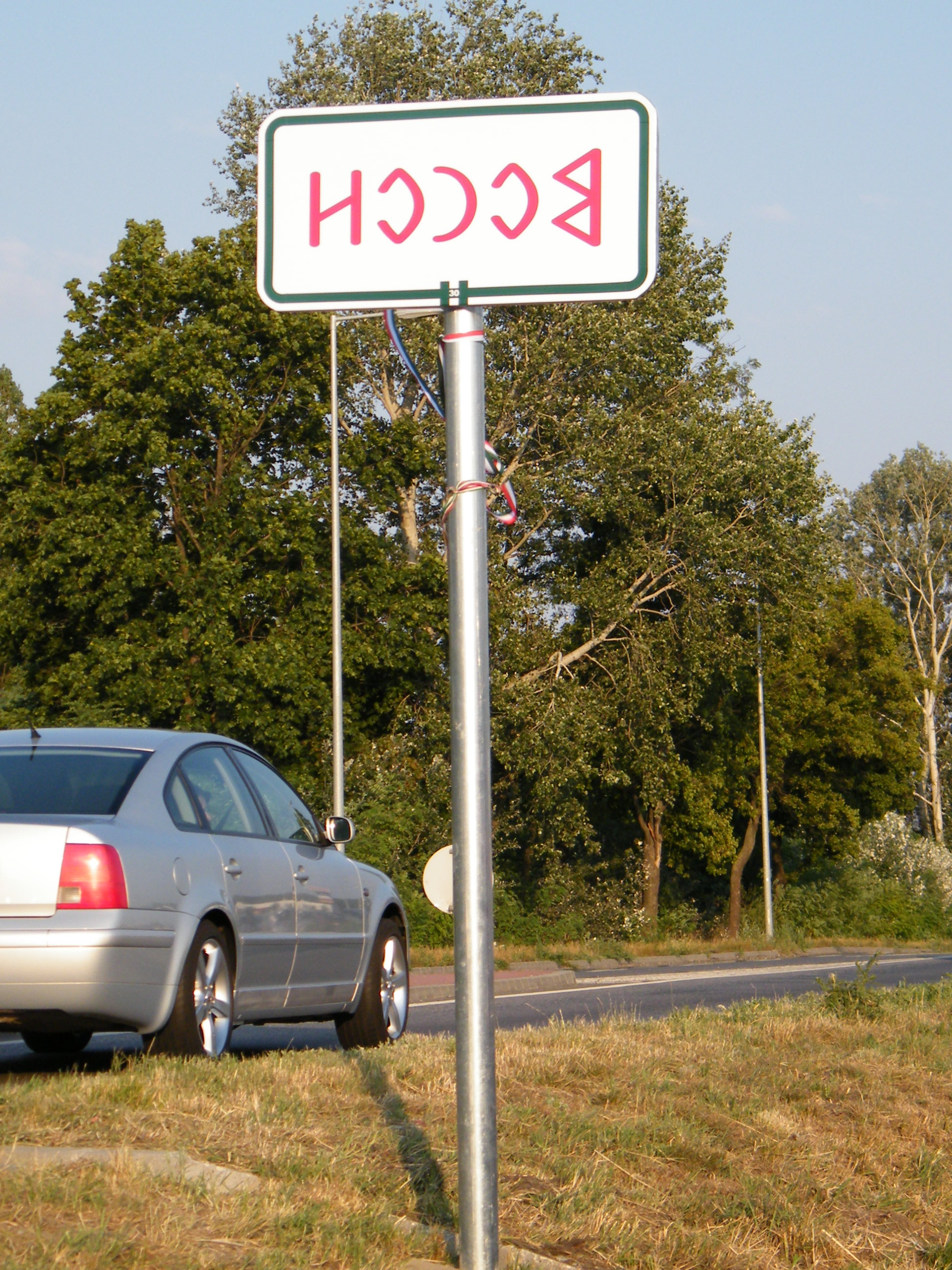
Monor rovásos helynévtáblája

A Vigadó Kulturális és Civil Központ, valamint a Városi Könyvtár programjai a szabadidős tevékenységeket és a kikapcsolódást szolgálják.
A 2000 januárjában megalakult Monorért Baráti Kör a város önkormányzatának megbízása alapján létrehozta a Városi Helytörténeti Kiállítást, amely az őskortól 1945-ig mutatja be a település múltját.
A köztársasági elnök 2005-ben hozott határozata alapján, Monor város Monorierdő elnevezésű településrésze, 88/2005. (VI. 29.) KE hat.), 2006. október 1-jétől önálló községgé vált.
2011-ben felavatták a település rovásírásos helynévtábláját.
A 2010-es évek végére a Máltai Szeretetszolgálat missziójának a monori cigánytelepen zajló munkájának eredményeképpen a telepen megszűntek az iskolai bukások.

## Szabadidő

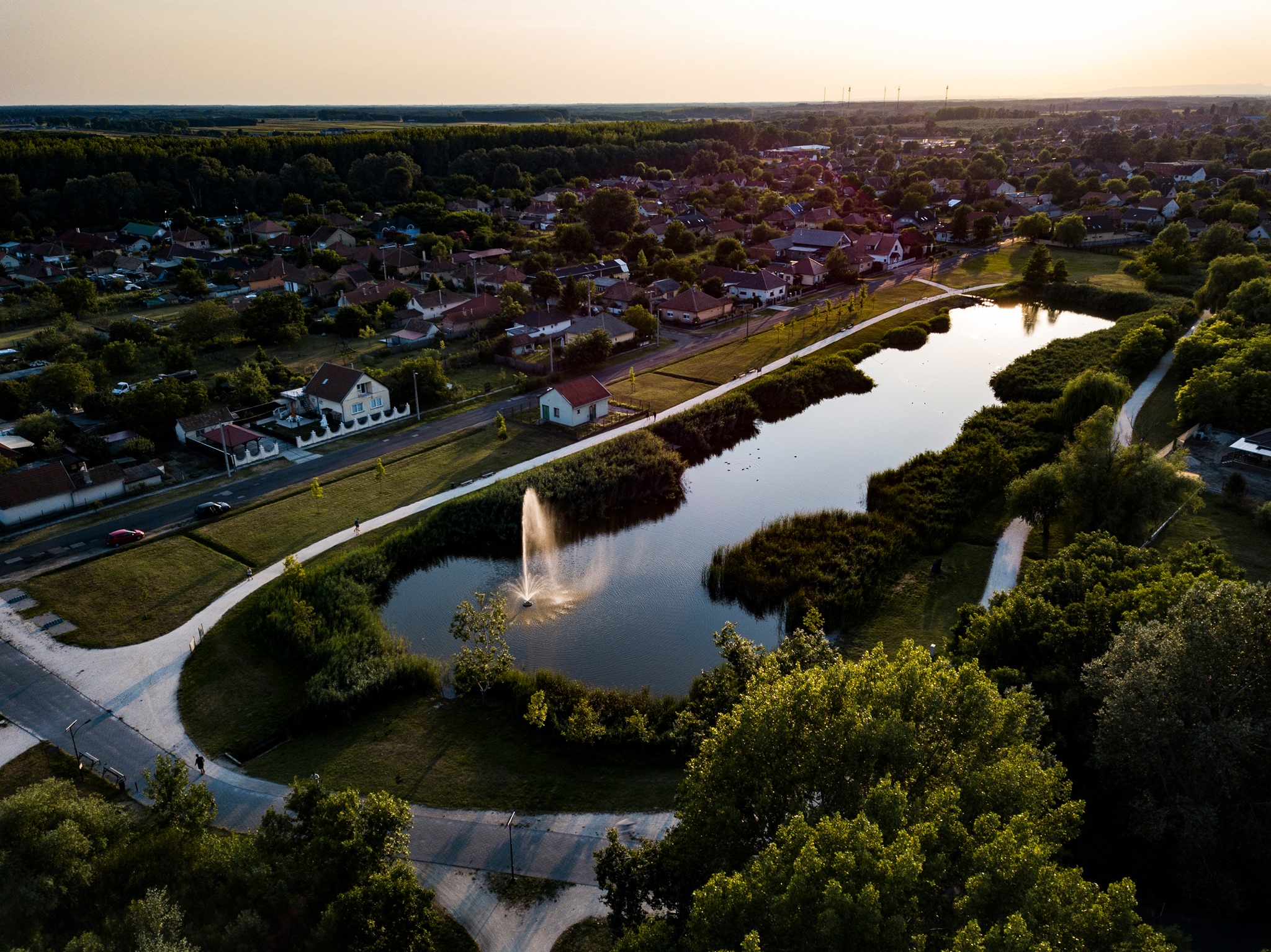
Tavas park és a Kis-tó. Fotó Kántás Péter

A város egyik népszerű közterülete a Kis-tó és környéke. A gazdag élővilágú tó és a körülötte található közel 8 hektáros terület 2014-ben újult meg. Ekkor került kialakításra a Tavas parkot átszelő kivilágított sétány, a kerékpáros extrém pálya, a rendezvények kialakítására alkalmas terület a szánkódomb mellett, a kültéri edzőpark és a tóban elhelyezett stégek. Az itt található játszótér is kibővült és most már állandó és kedvelt helyszíne a családos látogatóknak. Akárcsak a Városi Könyvtár mögött kialakított, újonnan létrehozott kisebb, de modern játékokkal felszerelt játszótér.
A gyerekek kulturált szórakozási lehetőségeire nagy hangsúlyt fektet a város vezetése. 2015. második felében készül el a Városi Uszoda közelében található játszótér bővítése és kiegészítése egy gyerek-kresz pályával. A pályán a gyermekek biztonságos körülmények között tanulhatják meg a városi közlekedés legfontosabb elemeit, a kerékpárút és gyalogátkelőhelyek használatát.
Hasonlóan fontos közösségi terület a Strázsa-hegy lábánál található Szent Orbán-tér. A monori pincékhez érkező vendégek és helyi pincetulajdonosok erre a térre érkeznek, amikor felkeresik városunk fő, egyúttal még sok szempontból kiaknázatlan turisztikai látványosságát. Fontos találkozó- és pihenőhely ez, ezért döntött úgy a városvezetés , hogy a terület kibővítését azonnal kövesse a tér felújítása is. A 2016-ban befejeződő csinosítás nyomán a közlekedési funkció biztosítása mellett egy rendezvényekre és szervezett kézműves vásárokra is alkalmas tér várja az ide látogatókat. A tér további fejlesztése 2021-ben készült el, ekkor került átadásra egy játszótér és élménypark, mely a családos látogatók és a felnőtt kirándulók ideális pihenőhelye.
A parkok, várost övező erdők és rétek kiváló testedzési-kiránduló-túrázási lehetőséget biztosítanak. A város határában áthaladó turistajelzés mentén a pincefalu értékeit, míg a Kis-tó parkjában lévő tanösvényen végighaladva a város természeti kincseit és hagyományait ismerhetik meg. Monoron a testépítés és a fitness iránt érdeklődők is találnak több edzőtermet, sőt a város határában egy nemzetközi előírásoknak is megfelelő, 6 lyukú golfpálya is varja az érdeklődőket.

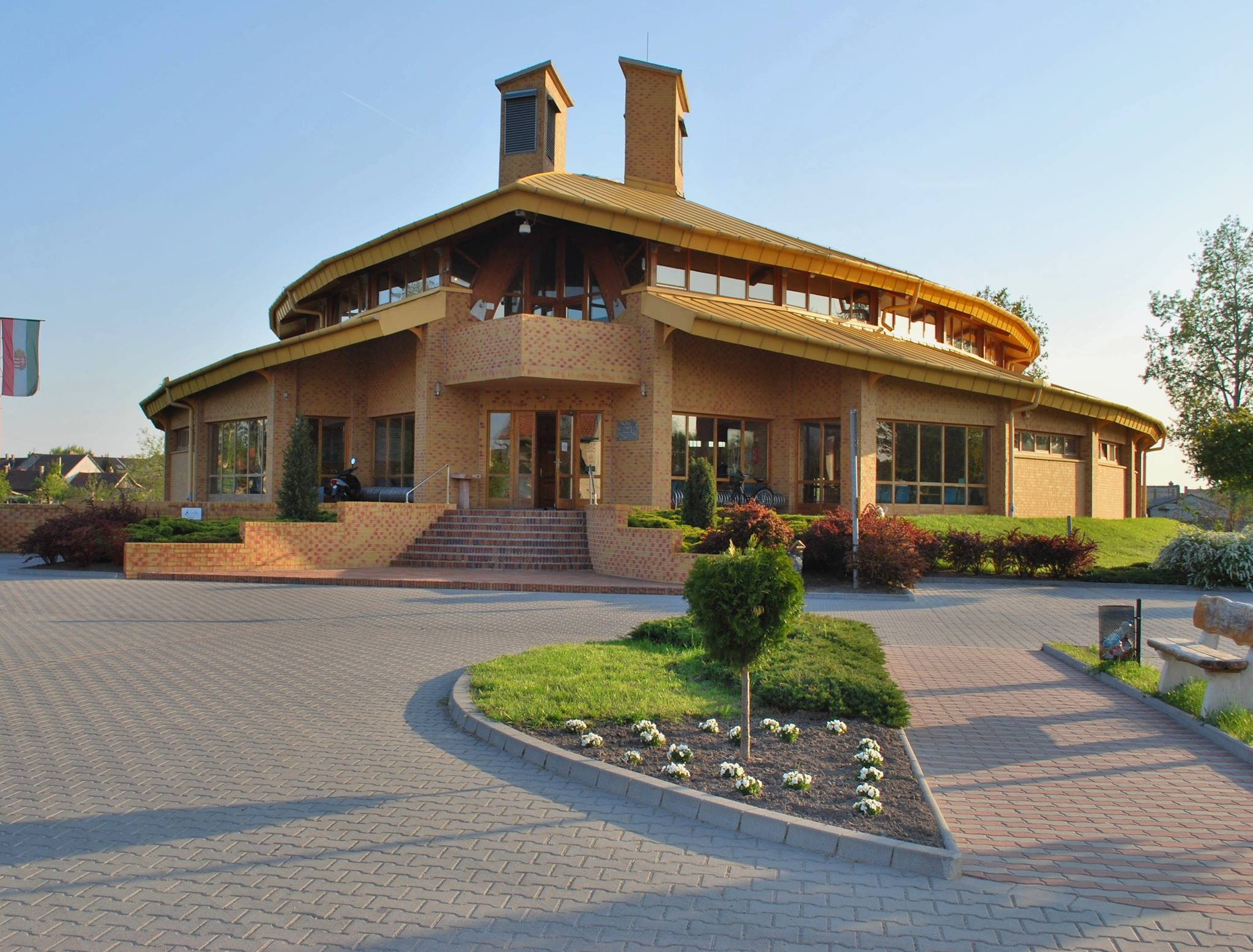
Monor Városi Uszoda

A városban számtalan lehetőség van tömeg- és versenysport iránt érdeklődőknek. A különleges és látványos építészeti megoldásokkal kialakított Városi Uszodában egy 2,2 méter mely, 25 x 16 méteres vízfelület várja a sportolni, kikapcsolódni vágyó közönséget. A 25-27 Celsius-fokos, feszített víztükrű medence mellett a kisebbek egy tanmedencében sajátíthatják el az úszás tudományát. 2018-ban került átadásra a multifunkcionális Városi Sportcsarnok, mely 1500 fő befogadóképességgel ideális helyszíne hazai és nemzetközi versenyeknek, előadásoknak, koncerteknek.
A város és a térség egyik legnagyobb civil szervezete a Monori Sportegyesület, ahol 8 szakosztály keretein belül több mint 600 igazolt versenyző szerepel.

## Népesség
A település népességének változása:
| Lakosok száma | 17 677 | 17 831 | 18 476 | 18 504 | 19 020 | 19 743 |
|               | 2013   | 2014   | 2021   | 2022   | 2023   | 2024   |

| Monor lakóinak száma (1990-2018, KSH) | Monor lakóinak száma (1990-2018, KSH) | Monor lakóinak száma (1990-2018, KSH) | Monor lakóinak száma (1990-2018, KSH)        |
| Év                                    | Lakó jan.1.                           | +/-                                   | Megjegyzés                                   |
| ------------------------------------- | ------------------------------------- | ------------------------------------- | -------------------------------------------- |
| 1990                                  | 18 483                                |                                       | népszámlálás                                 |
| 1991                                  | 18 464                                | -19                                   |                                              |
| 1992                                  | 18 492                                | 28                                    |                                              |
| 1993                                  | 18 420                                | -72                                   |                                              |
| 1994                                  | 18 516                                | 96                                    |                                              |
| 1995                                  | 18 855                                | 339                                   |                                              |
| 1996                                  | 18 906                                | 51                                    |                                              |
| 1997                                  | 19 147                                | 241                                   |                                              |
| 1998                                  | 19 392                                | 245                                   |                                              |
| 1999                                  | 19 687                                | 295                                   |                                              |
| 2000                                  | 19 976                                | 289                                   |                                              |
| 2001                                  | 20 745                                | 769                                   | népszámlálás                                 |
| 2002                                  | 20 975                                | 230                                   |                                              |
| 2003                                  | 21 227                                | 252                                   |                                              |
| 2004                                  | 21 421                                | 194                                   |                                              |
| 2005                                  | 21 554                                | 133                                   |                                              |
| 2006                                  | 21 521                                | -33                                   |                                              |
| 2007                                  | 18 268                                | -3253                                 | Monorierdő önállóvá vált 2006. október 1-jén |
| 2008                                  | 18 388                                | 120                                   |                                              |
| 2009                                  | 18 526                                | 138                                   |                                              |
| 2010                                  | 18 521                                | -5                                    |                                              |
| 2011                                  | 17 782                                | -739                                  | népszámlálás                                 |
| 2012                                  | 17 748                                | -34                                   |                                              |
| 2013                                  | 17 677                                | -71                                   |                                              |
| 2014                                  | 17 831                                | 154                                   |                                              |
| 2015                                  | 17 853                                | 22                                    |                                              |
| 2016                                  | 17 960                                | 107                                   |                                              |
| 2017                                  | 18 125                                | 165                                   |                                              |
| 2018                                  | 18 084                                | -41                                   |                                              |
|                                       |                                       |                                       |                                              |

A 2011-es népszámlálás során a lakosok 87,6%-a magyarnak, 4% cigánynak, 0,6% németnek, 0,6% románnak mondta magát (12,3% nem nyilatkozott; a kettős identitások miatt a végösszeg nagyobb lehet 100%-nál). A vallási megoszlás a következő volt: római katolikus 23,1%, református 22,6%, evangélikus 2,8%, görögkatolikus 0,4%, felekezeten kívüli 18,1% (29,7% nem nyilatkozott).
2022-ben a lakosság 87,9%-a vallotta magát magyarnak, 2,7% cigánynak, 0,5% németnek, 0,5% románnak, 0,1-0,1% bolgárnak, ukránnak és szlováknak, 3,1% egyéb, nem hazai nemzetiségűnek (11,9% nem nyilatkozott; a kettős identitások miatt a végösszeg nagyobb lehet 100%-nál). Vallásuk szerint 19% volt református, 18% római katolikus, 2,3% evangélikus, 0,7% görög katolikus, 0,1% ortodox, 2,5% egyéb keresztény, 0,9% egyéb katolikus, 15,6% felekezeten kívüli (40,5% nem válaszolt).

## Politika
| Időszak   | Időszak   | Polgármester   | Jelölőszervezet | Jelölőszervezet | Megjegyzések, források |
| --------- | --------- | -------------- | --- | --------------- | --- |
| 1990–1991 | 1990–1991 | Rados Mária    | | SZDSZ-Fidesz    | Az 1990-es polgármester-választásról a Nemzeti Választási Iroda publikus nyilvántartása alapján csak annak végeredménye állapítható meg.                                   |
|           | 1992–1994 | Marton Aurél   | |                 | ... |
| 1994–1998 | 1994–1998 | Dr. Dudás Jenő | | független       | Az 1994. december 11-én megtartott választáson a 4981 érvényesen leadott szavazatból, nyolc jelölt közül 1582 szavazatot szerzett meg, amivel 31,76 %-os eredményt ért el. |
| 1998–2002 | 1998–2002 | Pogácsás Tibor | | Fidesz          | Az 1998. október 18-án megtartott választáson az 5036 érvényesen leadott szavazatból, öt jelölt közül 1555 szavazatot szerzett meg, amivel 30,88 %-os eredményt ért el.    |
| 2002–2006 | 2002–2006 | Pogácsás Tibor | A 2002. október 20-án megtartott választáson a 6731 érvényesen leadott szavazatból, két jelölt közül 4629 szavazatot szerzett meg, amivel 68,77 %-os eredményt ért el.   | Fidesz          | |
| 2006–2010 | 2006–2010 | Pogácsás Tibor | A 2006. október 1-jén megtartott választáson a 6636 érvényesen leadott szavazatból, három jelölt közül 4877 szavazatot szerzett meg, amivel 73,49 %-os eredményt ért el. | Fidesz          | |
| 2010–2014 | 2010–2014 | Pogácsás Tibor | | Fidesz-KDNP     | A 2010. október 3-án megtartott választáson az 5073 érvényesen leadott szavazatból, három jelölt közül 3754 szavazatot szerzett meg, amivel 74,0 %-os eredményt ért el.    |
| 2014–2019 | 2014–2019 | Zsombok László | | Fidesz-KDNP     | A 2014. október 12-én megtartott választáson a 4272 érvényesen leadott szavazatból, három jelölt közül 2754 szavazatot szerzett meg, amivel 64,47 %-os eredményt ért el.   |
| 2019–2024 | 2019–2024 | Darázsi Kálmán | | Fidesz-KDNP     | A 2019. október 13-án megtartott választáson egyedüli jelöltként indult, ezzel a 3196 érvényesen leadott szavazat 100 %-át szerezte meg.                                   |
| 2024–     | 2024–     | Darázsi Kálmán | A 2024. június 9-én megtartott választáson öt jelölt közül, a 7246 érvényesen leadott szavazat közül 3926 szavazatot szerzett meg, amivel 54,18%-os eredményt ért el.    | Fidesz-KDNP     | |

A rendszerváltás előtti utolsó tanácselnök Kovács Benő volt (1986 és 1990 között)

### A 2019-es önkormányzati választás eredménye
- A polgármester-választás eredménye[16]

| Jelölt neve    | Jelölő szerv. | Jelölő szerv. | Szavazatok száma | Szavazatok aránya |
| -------------- | ------------- | ------------- | ---------------- | ----------------- |
| Darázsi Kálmán |               | Fidesz–KDNP   | 3196             | 100%              |
| Összesen       |               |               | 3196             | 100%              |

- A képviselőtestület-választás eredménye[17]

| Párt | Párt                           | Mandátumok | Képviselő-testület | Képviselő-testület | Képviselő-testület | Képviselő-testület | Képviselő-testület | Képviselő-testület | Képviselő-testület | Képviselő-testület | Képviselő-testület |
| ---- | ------------------------------ | ---------- | ------------------ | ------------------ | ------------------ | ------------------ | ------------------ | ------------------ | ------------------ | ------------------ | ------------------ |
|      | Fidesz–KDNP                    | 9          | P                  |                    |                    |                    |                    |                    |                    |                    |                    |
|      | Monori Lokálpatrióta Egyesület | 2          |                    |                    |                    |                    |                    |                    |                    |                    |                    |
|      | DK                             | 1          |                    |                    |                    |                    |                    |                    |                    |                    |                    |

## Kulturális élete
A Vigadó Kulturális és Civil Központ megalakulása óta egyre aktívabb és sokrétűbb kulturális élet jellemző a városra. A társaság Monor város közművelődésért felelős cége, egyszemélyes tulajdonosa Monor Város Önkormányzata. Mint ilyen felel a város és környékének kulturális programjaiért, azok tervezésétől a teljes lebonyolításig. A társaság székhelye az európai uniós pályázati pénzből 2007-ben felújított, közel 100 éve épült patinás Vigadó épülete a város szívében. Emellett telephelyük a szintén felújított Művelődési Ház, mely a helyi civil és nyugdíjas szervezetek központja lett. A társaság célja a két épület lehető legszélesebb körű kulturális célú kihasználása. Ennek érdekében színes sokrétű előadásokat szerveznek egész évben országosan ismert előadók közreműködésével. Folyamatosan rendeznek és helyet adnak kiállításoknak is.
A Vigadó Díszterme kiváló akusztikája lehetővé teszi komolyzenei hangversenyek folyamatos megrendezését, mely egyedülálló lehetőség Pest vármegye ezen régiójában. Légkondicionált előadó és oktatótermeikben vállalják tanfolyamok, oktatások, közgyűlések bemutatók lebonyolítását. Jól felszerelt, korszerű számítógépes oktatóteremben saját képzéseket indítanak. A Vigadó és a Művelődési Ház széleskörű kihasználása mellett összefogják a civil szervezetek által szervezett városi programokat is. Igény szerint segítik az egyesületek, alapítványok, klubok által rendezett, egyre igényesebb és nagyobb közönséget vonzó programok szervezését, lebonyolítását.
A Piaccsarnok alkalmanként Fesztiválcsarnokká alakul, ahol szimfonikus zenekari koncert, gyerekelőadás, könnyűzenei előadás és jótékonysági főzés színesíti a város életét. Hasonlóan fontos helyszín a 2018-ban átadott multifunkcionális Városi Sportcsarnok. A felújított városközpontban, és a város fő turisztikai célpontját jelentő Strázsa-hegyen évente több alkalommal szerveznek gasztronómiai, könnyűzenei és más közösségi programokat. A város kulturális életét gazdagítja az országszerte elismert munkát végző Monori Strázsák Néptánc Egyesület.
A különböző művészeti ágakban több helyi származású, kiváló művészt ismerhet az ország. A népszerű, többezres tömeget megmozgató Irie Maffia és Brains zenekarok énekese MC Columbo; a zongoraművész, kiváló Liszt-interpretátor Mocsári Károly; a tragikus hirtelenséggel elhunyt jazz virtuóz Pleszkán Frigyes; a város díszpolgárának választott Munkácsy Mihály-díjas Balogh Gyula festőművész és a Csokonai-díjas Koday László festőművész mind ezer szállal kötődnek Monorhoz.
A Strázsa "hegyről" nevezték el a Monori Strázsák Néptánc Egyesületet.
Gemini Televízió: a 29-es telefonkörzet településein sugározza műsorait heti három alkalommal.
A település önkormányzatának lapja Strázsa címmel jelenik meg havi rendszerességgel.

## Nevezetességei
- Református nagytemplom. Az 1630-ban épült korábbi templom alapjainak felhasználásával 1702-ben barokk stílusban újjáépítették, majd 1773-ban bővítették. Mai formáját, eklektikus stílusát 1882-ben kapta.
- Római katolikus templom. A Nagyboldogasszony tiszteletére felszentelt templom klasszicizáló késő barokk stílusban épült 1800–1806 között. Berendezésének egy része – a szószék, a padok, a tabernákulum – a 18. század második felében készült. Korábban egyházi intézmények vették körül (plébánia, iskola, legényotthon, kántorház), de ezek jó részét az újabb városrendezés során lebontották, illetve más funkciót kaptak.
- A Strázsa-hegyi pincesor, ahol 98, építészetileg értékes, eredeti XIX. századi állapotában megmaradt, valamint 132 részben átalakított, de így is jelentős borospince tekinthető meg. Jellemzője a pincéknek az ún. gádorok (földdel borított pinceboltozatok) sora.
- Nepomuki Szent János-szobor egy kis fülkében áll, hasáb alakú talapzaton. 1842-ben készült, a katolikus templom mellé 1925-ben helyezték.
- Vigadó épülete, mely ma kulturális központként működik.
- Strázsa-hegyi kilátó, amely a Strázsa-hegy legmagasabb pontjára épült, ezért a pincesor és a város is remekül látható, sőt ellátni innen akár Budapestig is.

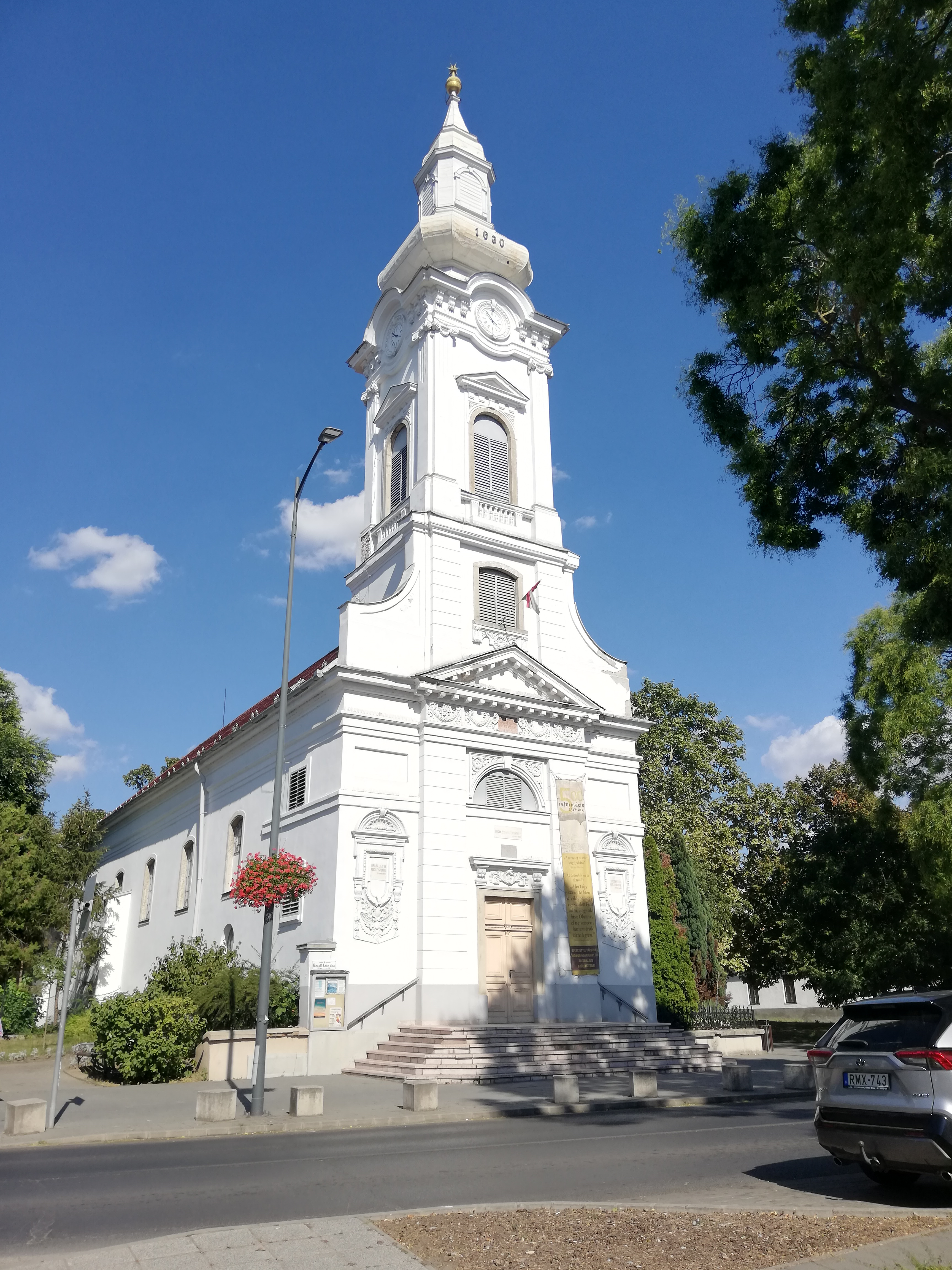
Református templom
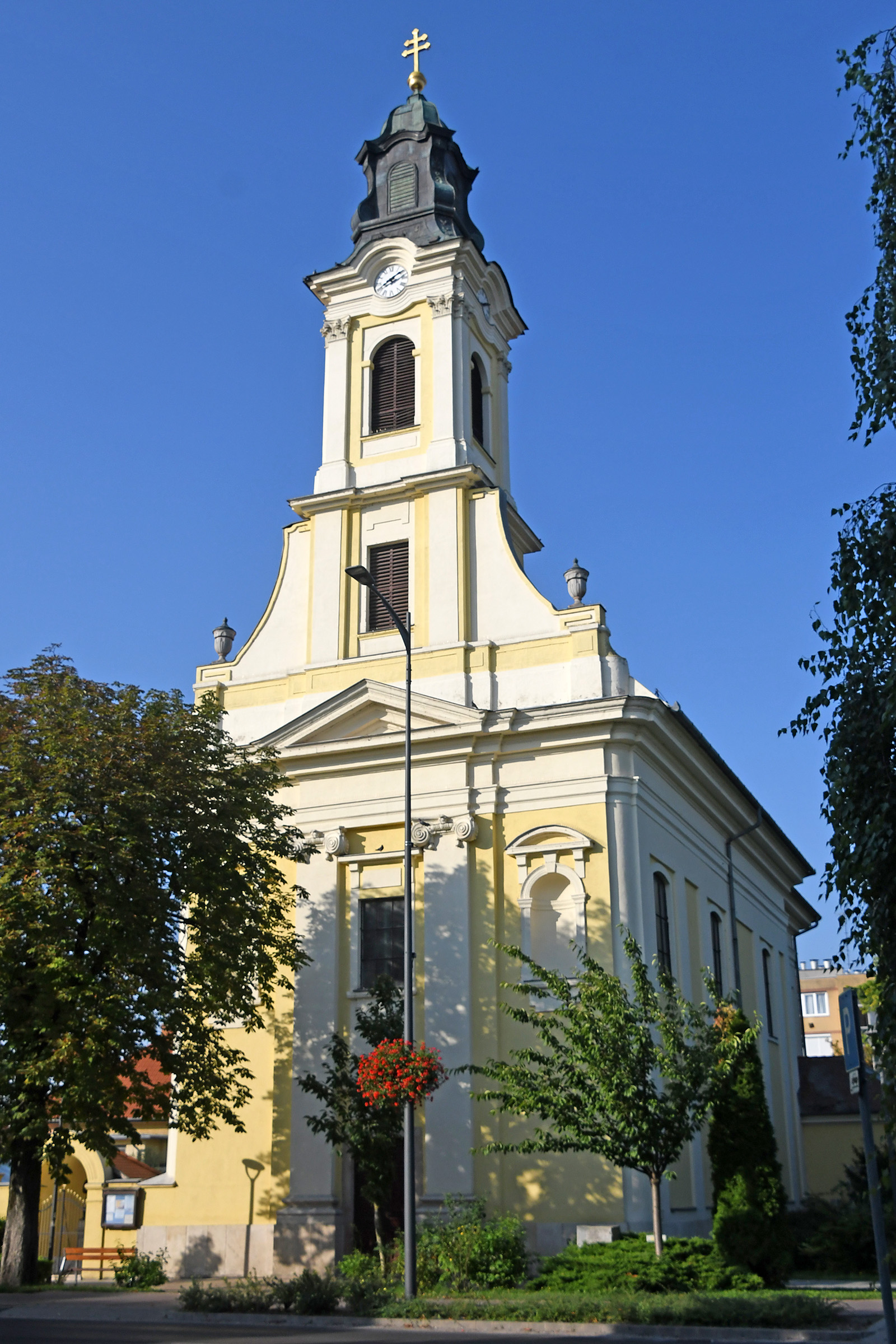
Római katolikus templom
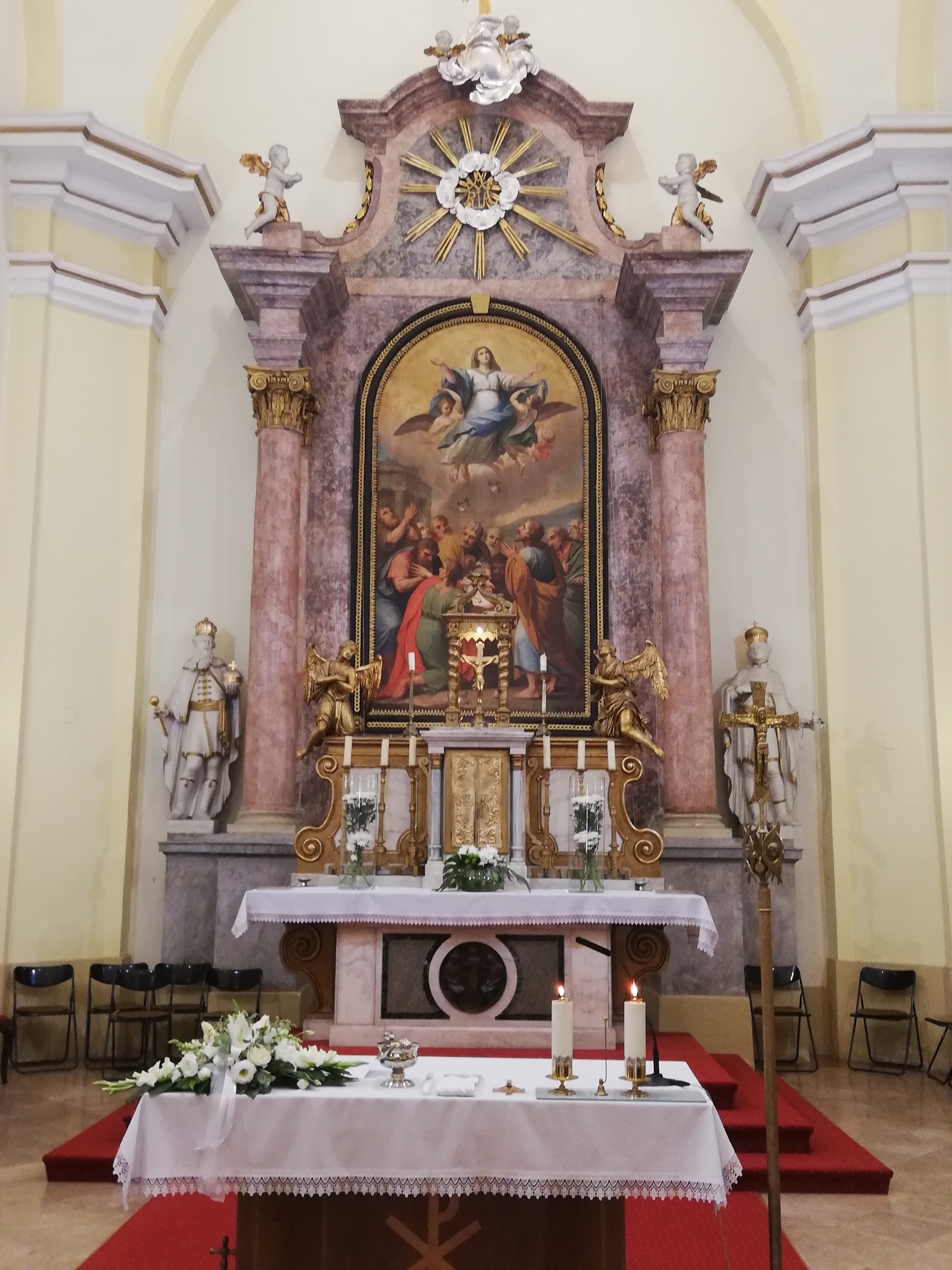
A katolikus templom főoltára
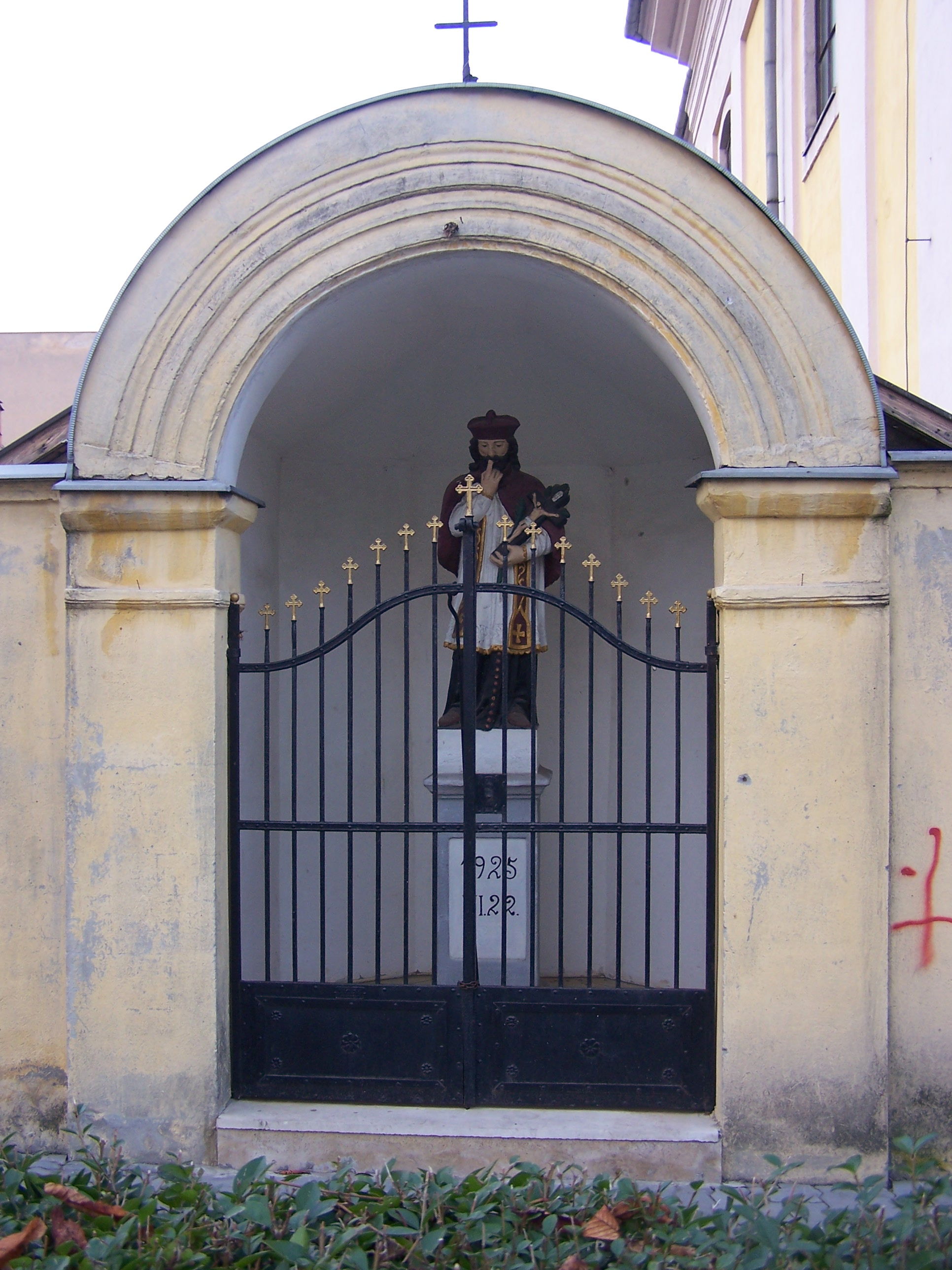
Nepomuki Szent János-szobor

## Híres emberek
- Itt született 1907. február 12-én Duronelly László vívómester, a magyar párbajtőrvívás egyik úttörője.
- Itt született 1907. május 7-én Tarr László újságíró, író, műfordító, művelődéstörténész.
- Monoron született és haláláig itt élt Borzsák Endre néprajzkutató (1909-1985)
- Monoron született 1914. december 24-én Borzsák István klasszika filológus, magyar ókortudós, az MTA tagja.
- Rövid ideig itt élt József Attila költő, Etelka nővérével (körülbelül 1917. november 25-től 1918. elejéig).
- Itt született 1919. április 1-én Ákos Stefi énekesnő.
- Itt született 1930. november 15-én Komjáti Zoltán statisztikus, tanszékvezető.
- Itt született 1933. február 21-én Nagy Imre olimpiai bajnok öttusázó.
- Itt született 1939. június 13-án Kampfl József szobrász.
- Itt született 1945-ben Oláh Mara festőművész
- Itt született 1946-ban Hegyi Károly mérnök ezredes, volt főiskolai tanár, parlamenti katonai tanácsadó, a Bolyai János Katonai Műszaki Főiskola volt tanulmányi igazgatója.
- Itt élt Mocsári Károly zongoraművész
- Monoron élt/él Bolek Zoltán, a Magyar Iszlám Közösség elnöke, író
- Itt született 1968-ban Kálmán Olga, az ATV műsorvezetője
- Itt hunyt el Borsos Márton ügyvéd, szerkesztő.
- Itt él Gallai Attila zeneszerző, klarinétművész
- Itt élt Baranyi Ferenc költő, műfordító
- Itt él dr. Simon Gyula műfordító
- Itt született Kampfl József szobrászművész
- Itt él Koday László, Csokonai Vitéz Mihály alkotói díjas festőművész
- Itt született Szalay Lenke írónő, a Mogyoró könyvek szerzője.

## Képgaléria

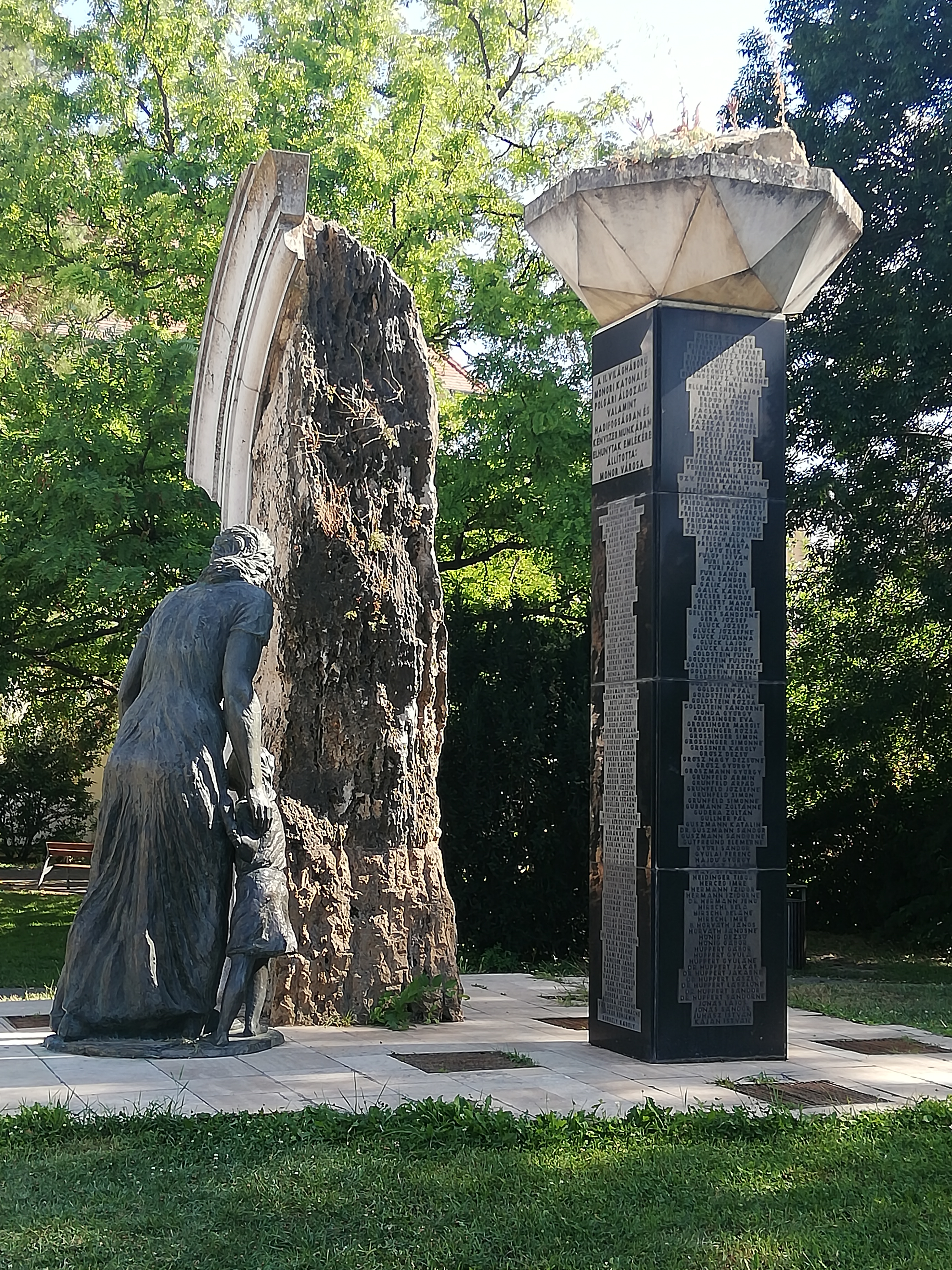
A háborús áldozatok emlékműve
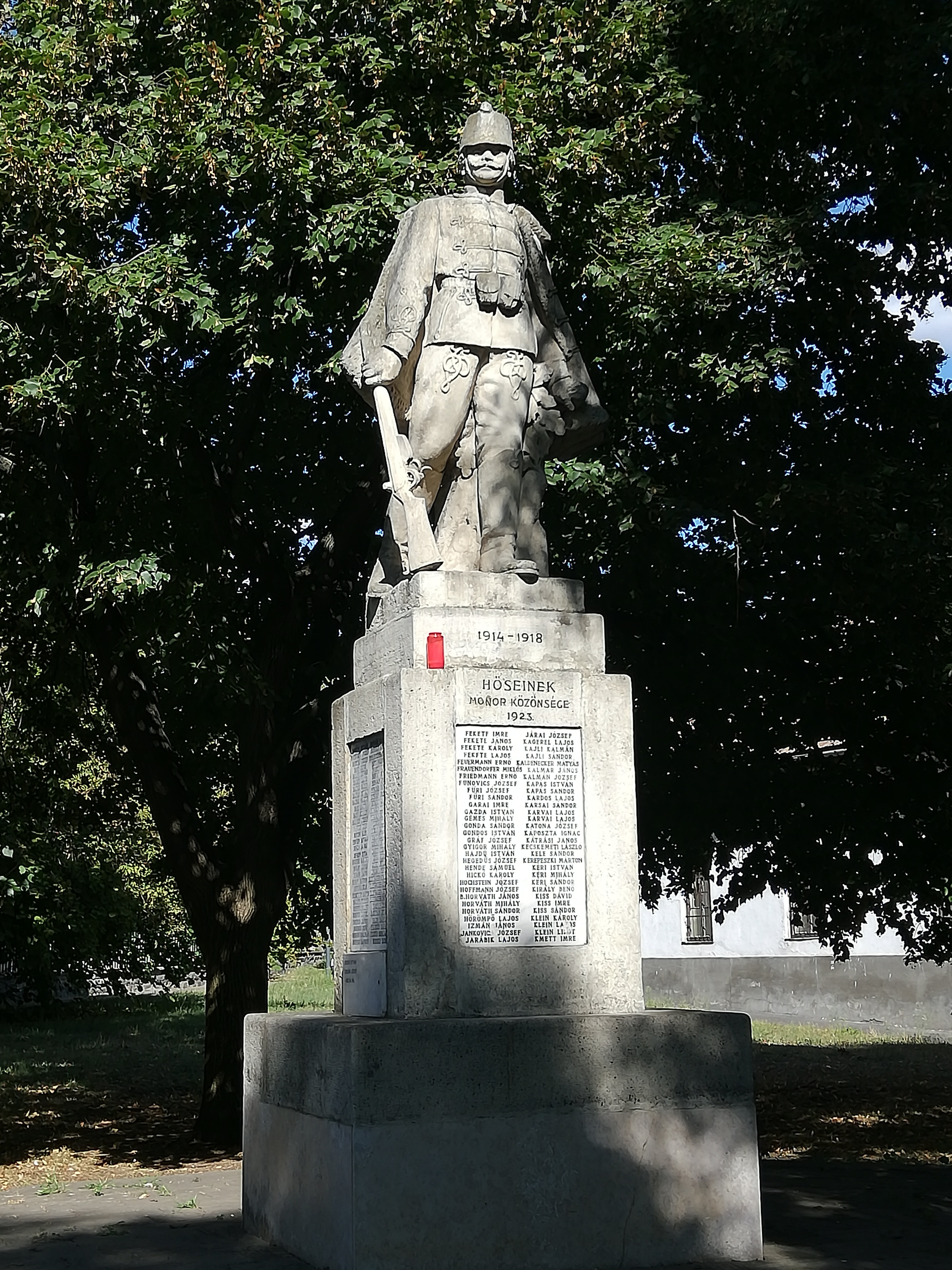
Hősi emlékmű
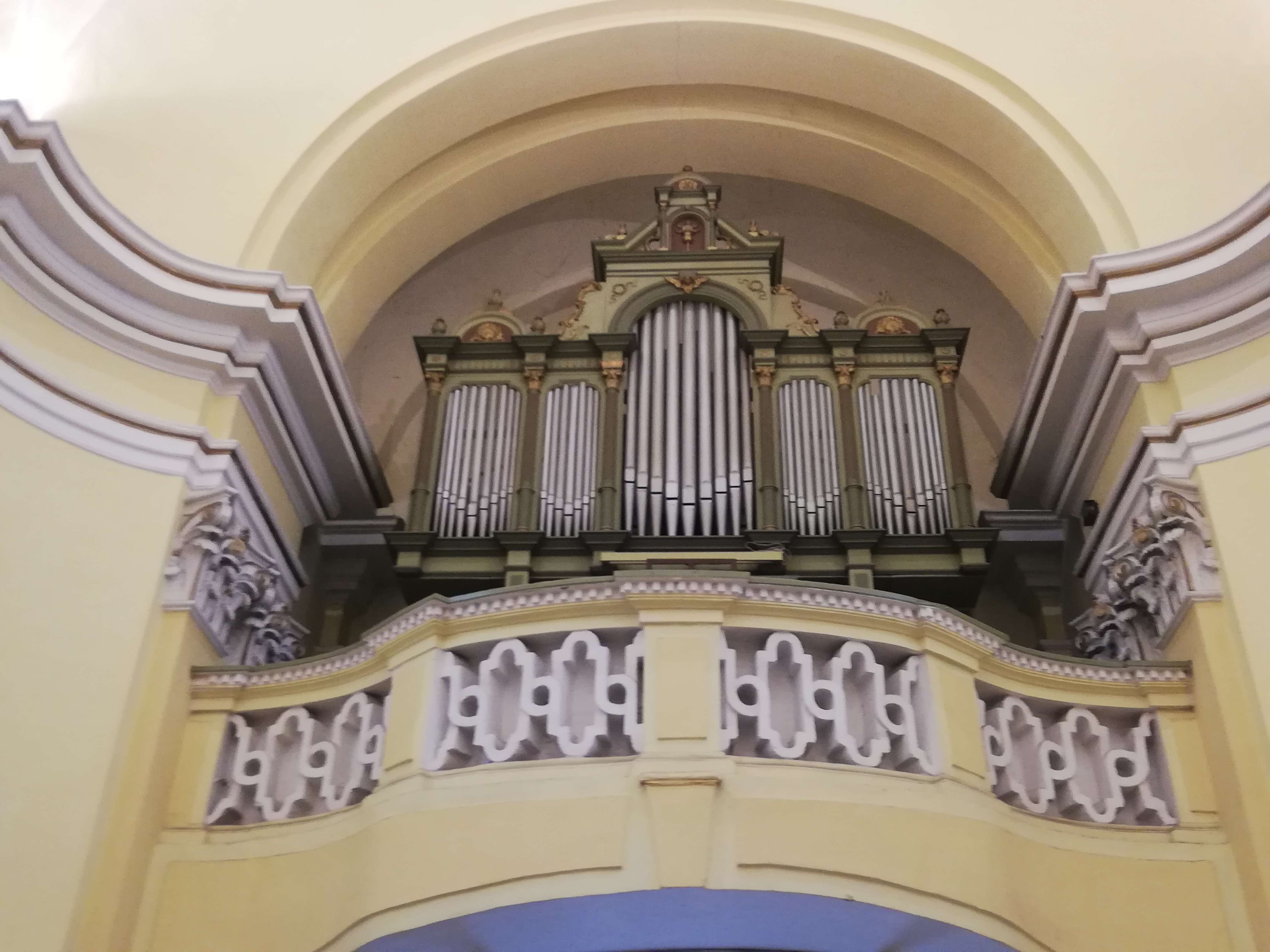
A katolikus templom orgonakarzata
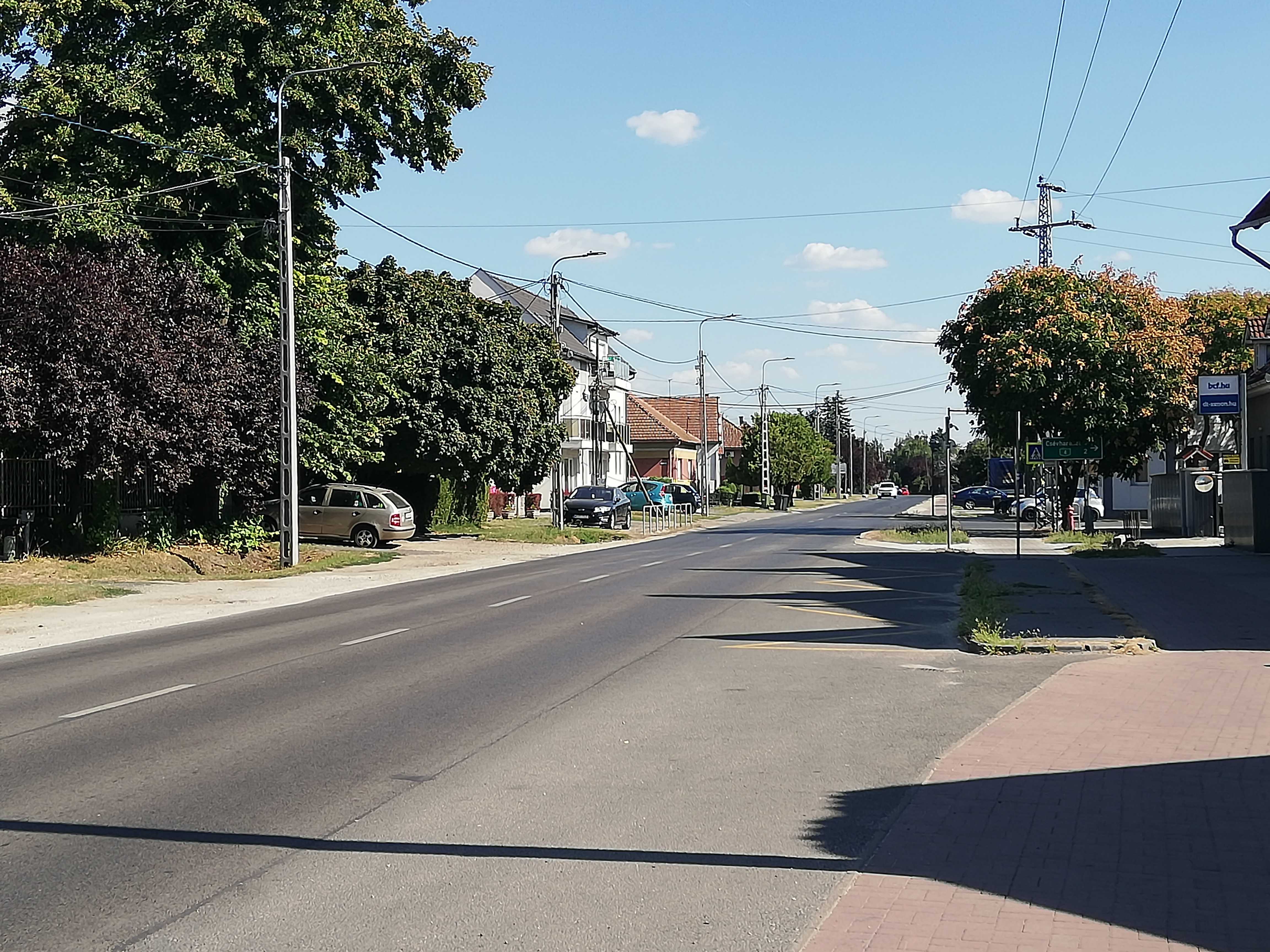
Monor főutcája a gombai elágazástól délkelet felé nézve
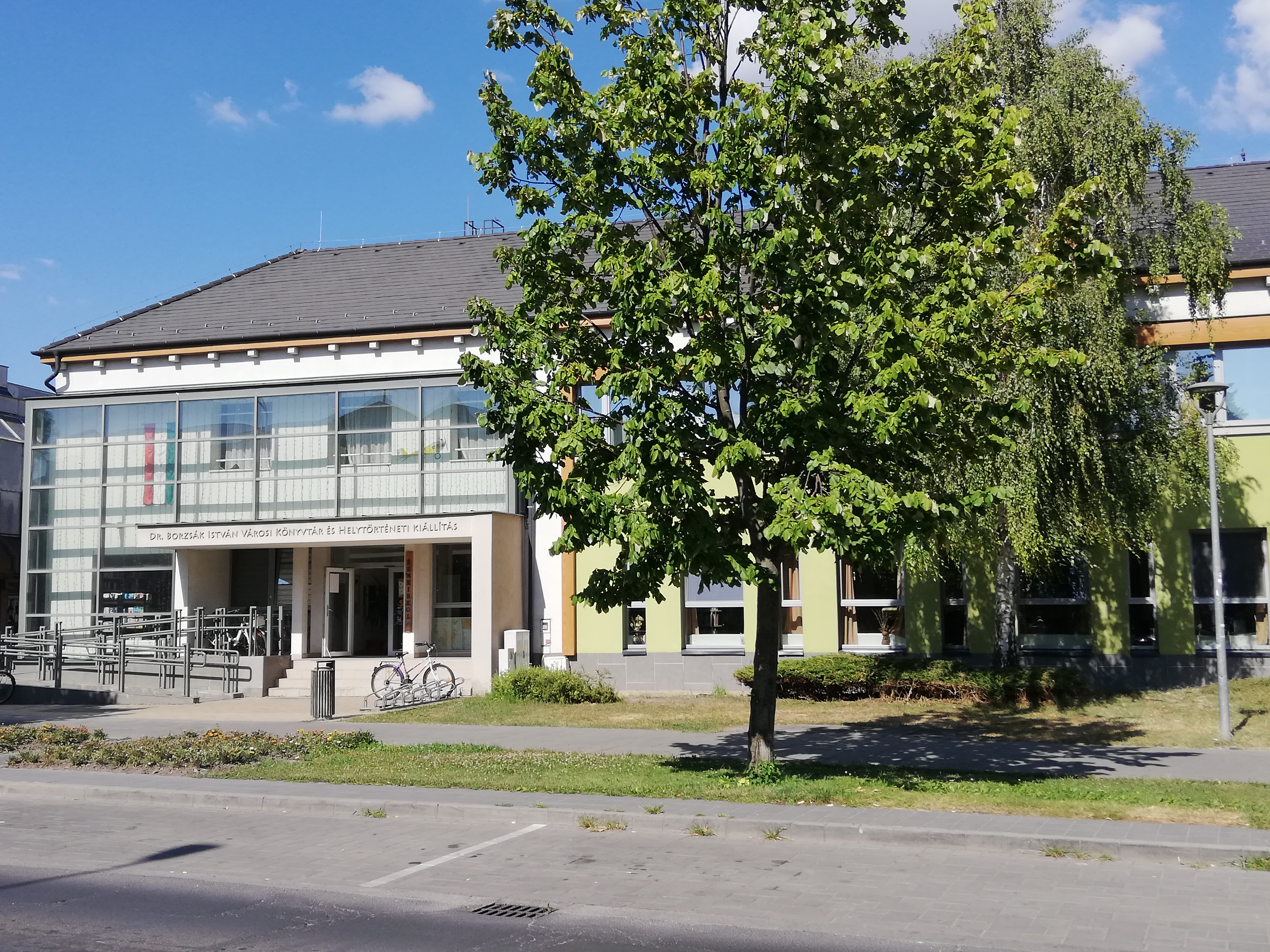
A városi könyvtár és helytörténeti gyűjtemény épülete
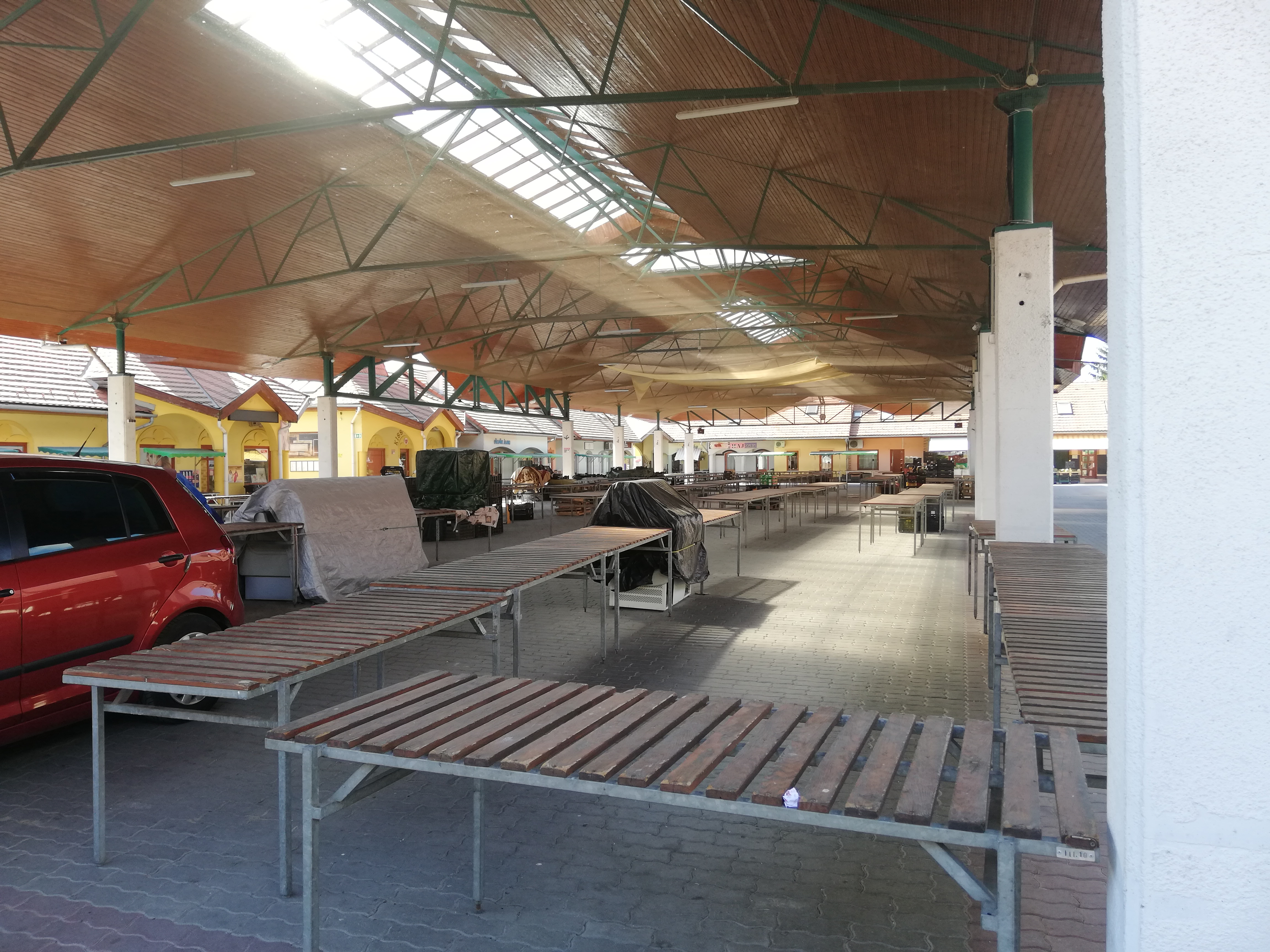
A monori piac egy részlete piacszüneti napon